# 20세기 소년소녀
《20세기 소년소녀》는 2017년 10월 9일부터 2017년 11월 28일까지 MBC에서 방영된 월화 미니시리즈인데 원래 2017년 9월 25일 첫 회가 나갈 예정이었지만 파업의 영향 탓인지 2주 뒤인 10월 9일 시작됐고 그마저도 야구 중계로 인한 결방 탓에 첫방송 당일 4회 연속 편성이라는 무리수를 뒀으며 후속 미니시리즈 《투깝스》가 경쟁 드라마와 맞춰 첫 방송을 시작해야 해서 마지막회는 1시간 앞당긴 9시에 방영됐다.
게다가, 극적인 설정이 없어 밋밋하고 심심한 스토리로 일관하여 한자릿수 시청률로 기대 이하의 성적에 그쳤다.

## 줄거리
어린 시절부터 한동네에서 자라온 35살, 35년 지기 세 여자들이 서툰 사랑과 진한 우정을 통해 성장해나가는 과정을 그린 감성 로맨스 드라마이다.

## 등장 인물

### 주요 인물
- 김지석 : 공지원 역 (아역 조연호, 김인성) - 애널리스트 출신 투자전문가
- 한예슬 : 사진진 역 (아역 김하연, 강미나) - 아이돌 출신 배우
- 이상우 : 안소니 / 이철민 역 (아역 박승준) - 아이돌그룹‘보이즈비 앰비셔스’멤버
- 류현경 : 한아름 역 (아역 이한서, 송수현) - 승무원
- 이상희 : 장영심 역 (아역 김보민, 한지원) - 변호사
- 안세하 : 정우성 역 (아역 권도균(특별출연)) - 산부인과 전문의
- 오상진 : 강경석 역 - 변호사

### 사진진 가족
- 김창완 : 사창완 역 - 사진진의 아버지, '서울통닭' 치킨집 운영
- 김미경 : 김미경 역 - 사진진의 어머니
- 신원호 : 사민호 역 - 사진진의 남동생

### 한아름 가족
- 최범호 : 한학규 역 - 한아름의 아버지
- 윤복인 : 윤복인 역 - 한아름의 어머니

### 장영심 가족
- 박명신 : 김영자 역 - 장영심의 어머니
- 김익태 : 장장수 역 - 장영심의 아버지

### 공지원&안소니 가족
- 김태훈 : 이승구 역 - 안소니의 아버지이자 공지원의 새아버지
- 김영선 : 이광희 역 - 공지원의 어머니이자 안소니의 새어머니
- 신세휘 : 이하람 역 - 공지원의 여동생

### 참진 엔터테인먼트
- 김광식 : 장기봉 역 - 대표
- 이재균 : 이홍희 역 - 사진진의 현장 매니저
- 이유미 : 미달이(조미현) 역 - 사진진의 스타일리스트

### 그 외 인물
- 신동미 : 최정은 역 - 안소니 매니저
- 장재호 : 김태현 역 - 공지원의 후배
- 장희령 : 장지혜 역 - 신입 승무원
- 이창엽 : 이동훈 역 - 부기장
- 현영균
- 이혜라
- 채종국
- 고소영
- 신동훈 : 정 기자 역
- 김광태 : 기자 역
- 천예원 : 임신중인 산부인과 의사 역
- 오진하 : 산부인과 간호사 역
- 김서정 : 마트 안 화장품매장 직원 역
- 박지연 : 산부인과 환자 역
- 이수연
- 조희
- 김보미
- 홍부향 : 진진의 옆집 주민 역
- 권혁수 : 투자자 역
- 이윤상 : 투자자 역
- 박용 : 투자자 역
- 장태민 : '허지웅의 힐링포유'의 PD 역
- 류성민
- 김인희
- 김미혜
- 한그림 : 정우성의 맞선녀 역
- 이현주
- 김나무 : 면접관 역
- 방원식 : 면접보는 남자 역
- 이재원
- 임동민
- 하준우
- 서정준 : 한아름이 좋아한 남자 3 역
- 서병덕 : 의뢰인 1 역
- 정종우 : 의뢰인 2 역
- 육미라 : 의뢰인 3 역
- 이재은 : 변호사 사무실 청소부 역 - 함종화의 할머니
- 조아진
- 이혜은
- 박승태 : 엘리베이터 안 할머니 역
- 한태일 : 엘리베이터 안 할아버지 역
- 황명환
- 김지율
- 김나율
- 신재도 : 사진사 역
- 여운복 : 공지원의 아버지 역
- 이은석
- 김지예 : 승무원 역
- 서지승 : 승무원 역
- 김유진 : 승무원 역
- 염정구 : 방송국 PD 역
- 구본석 : 소속사 대표 역
- 이창 : 봉 PD 역
- 임지현
- 정자영 : 의사 역
- 이지수
- 구현경
- 조한결
- 김태훈
- 주병하 : 동료 승무원의 남편 역
- 박수민
- 유지영
- 정준환
- 김이수
- 선혜진
- 한아름
- 김왕은
- 장문규 : 비행기 기내 안 진상 승객 역
- 오승찬 : 기자 역
- 강민정 : 기자 역
- 서나래
- 손유락
- 최서현
- 김건호 : 건물 관리인 역
- 김준석
- 고진명
- 권반석
- 최현준 : 자동차 정비사 역
- 안성건 : 마트 직원 역
- 정미경
- 옥주리
- 김연희
- 이은숙
- 남상란 : 안소니의 팬 역
- 김윤주
- 감례인 : 안소니의 팬 역
- 공윤찬 : FD 역
- 이은실
- 김혜란
- 김은해 : 안소니의 스토커 역
- 홍예지
- 최민주
- 류성열
- 이서준
- 정석규
- 유독현
- 이창섭
- 김상일
- 이상옥 : 식당 직원 역
- 최우영 : 방송 관계자 역
- 이채경 : 방송 관계자 역
- 김찬이 : 방송 관계자 역
- 장지니 : 엘리베이터에서 지원을 알아보는 여자 역
- 선아린 : 엘리베이터에서 지원을 알아보는 여자 역
- 이나윤 : 엘리베이터에서 지원을 알아보는 여자 역
- 조선묵
- 윤복성
- 이남희 : 택시기사 역

### 아역
- 김영준
- 김건
- 고진호
- 남승우
- 김민아 : 진진의 덕질 친구 역
- 라경민 : 진진의 덕질 친구 역
- 김승찬 : 함종화 역
- 구다송 : 이하람의 친구 역
- 엄유찬 : 마트에서 진진에게 싸인해달라는 아이 역
- 송지우 : 마트에서 진진에게 싸인해달라는 아이 역
- 김수인 : 마트에서 진진에게 싸인해달라는 아이 역
- 김보미 : 마트에서 진진에게 싸인해달라는 아이 역

### 특별출연
- 한선화 : 정다영 역 - 걸 그룹 ‘슈슈’의 멤버
- 김신영 : 〈정오의 희망곡 김신영입니다〉 DJ 역
- 골든차일드 : 아이돌 그룹 '마스터' 역
- 조현식 : 봉고요정 역
- 허지웅 : 〈힐링포유〉 진행자 허지웅 역
- 심형탁 : 테리우스(정창훈) 역 - 아이돌 출신 배우
- 박슬기 : 〈우리 결혼했어요〉 MC 박슬기 역
- 정지영 : 〈무비투나잇 정지영입니다〉 DJ 정지영 역
- 지윤호 : 현우 역 - 〈우리 결혼했어요〉 출연자
- 박은지 : 〈우리 결혼했어요〉의 제작발표회 사회자 역
- 김정화 : 사호성 / 이수현 역
- 김소연 : 김소연 감독 역

## 시청률
최저 시청률과 최고 시청률은 시청률 조사회사와 지역별로 시청률에 차이가 있을 수 있습니다.
| 2017년 | 2017년    | 2017년                              | 2017년         | 2017년       | 2017년         | 2017년       |
| 회차   | 방송일    | 부제                                | TNmS 시청률    | TNmS 시청률  | AGB 시청률     | AGB 시청률   |
| 회차   | 방송일    | 부제                                | 대한민국(전국) | 서울(수도권) | 대한민국(전국) | 서울(수도권) |
| ------ | --------- | ----------------------------------- | -------------- | ------------ | -------------- | ------------ |
| 제1회  | 10월 9일  | 그 시절 우리가 좋아했던 소녀        | 4.9%           | 5.5%         | 4.2%           | 4.8%         |
| 제2회  | 10월 9일  | 그 시절 우리가 좋아했던 소녀        | 4.6%           | 5.3%         | 3.9%           | 4.7%         |
| 제3회  | 10월 9일  | 러브스토리                          | 4.7%           | 5.4%         | 3.5%           | 4.2%         |
| 제4회  | 10월 9일  | 러브스토리                          | 3.8%           | 4.7%         | 3.1%           | 3.9%         |
| 제5회  | 10월 16일 | 러브 레터                           | 3.6%           | 4.0%         | 3.2%           | 3.6%         |
| 제6회  | 10월 16일 | 러브 레터                           | 3.9%           | 4.4%         | 3.5%           | 4.0%         |
| 제7회  | 10월 17일 | 8월의 크리스마스                    | 4.5%           | 4.8%         | 3.7%           | 4.1%         |
| 제8회  | 10월 17일 | 8월의 크리스마스                    | 4.7%           | 5.2%         | 4.3%           | 4.8%         |
| 제9회  | 10월 23일 | 누구나 비밀은 있다                  | 3.7%           | 4.3%         | 3.2%           | 3.9%         |
| 제10회 | 10월 23일 | 누구나 비밀은 있다                  | 4.1%           | 4.4%         | 3.7%           | 4.0%         |
| 제11회 | 10월 24일 | 해피투게더                          | 4.3%           | 5.1%         | 3.0%           | 3.8%         |
| 제12회 | 10월 24일 | 해피투게더                          | 4.7%           | 5.6%         | 3.0%           | 3.9%         |
| 제13회 | 10월 30일 | P.S.I LOVE YOU                      | 3.8%           | 3.9%         | 2.8%           | 3.1%         |
| 제14회 | 10월 30일 | P.S.I LOVE YOU                      | 3.8%           | 4.0%         | 3.1%           | 3.2%         |
| 제15회 | 10월 31일 | Stand by me                         | 4.1%           | 4.2%         | 3.3%           | 3.4%         |
| 제16회 | 10월 31일 | Stand by me                         | 4.0%           | 4.4%         | 3.5%           | 3.9%         |
| 제17회 | 11월 6일  | 내가 널 사랑할 수 없는 열 가지 이유 | 3.3%           | 3.4%         | 2.5%           | 2.6%         |
| 제18회 | 11월 6일  | 내가 널 사랑할 수 없는 열 가지 이유 | 3.4%           | 3.5%         | 2.7%           | 2.8%         |
| 제19회 | 11월 7일  | 우리 결혼했어요                     | 4.3%           | 4.9%         | 2.9%           | 3.5%         |
| 제20회 | 11월 7일  | 우리 결혼했어요                     | 3.9%           | 4.1%         | 2.8%           | 3.0%         |
| 제21회 | 11월 13일 | 첨밀밀 - 꿈처럼 달콤한              | 4.2%           | 4.4%         | 2.8%           | 3.0%         |
| 제22회 | 11월 13일 | 첨밀밀 - 꿈처럼 달콤한              | 3.8%           | 4.1%         | 2.7%           | 2.9%         |
| 제23회 | 11월 14일 | 사랑해, 미안해, 고마워              | 3.8%           | 4.2%         | 3.4%           | 3.8%         |
| 제24회 | 11월 14일 | 사랑해, 미안해, 고마워              | 3.8%           | 4.1%         | 3.0%           | 3.3%         |
| 제25회 | 11월 20일 | 당신이 사랑하는 동안에              | 2.2%           | 2.4%         | 1.8%           | 2.0%         |
| 제26회 | 11월 20일 | 당신이 사랑하는 동안에              | 2.7%           | 3.0%         | 2.1%           | 2.4%         |
| 제27회 | 11월 21일 | 비포 선라이즈                       | 2.7%           | 2.8%         | 2.1%           | 2.2%         |
| 제28회 | 11월 21일 | 비포 선라이즈                       | 3.2%           | 3.3%         | 2.3%           | 2.4%         |
| 제29회 | 11월 27일 | Begin Again                         | 4.1%           | 4.3%         | 3.2%           | 3.4%         |
| 제30회 | 11월 27일 | Begin Again                         | 4.5%           | 5.0%         | 3.5%           | 3.9%         |
| 제31회 | 11월 28일 | 해피엔딩                            | 3.7%           | 4.5%         | 2.8%           | 3.6%         |
| 제32회 | 11월 28일 | 해피엔딩                            | 5.0%           | 5.8%         | 4.0%           | 4.7%         |

## 결방 사유 및 연속 방송 및 편성 변경
- 2017년 10월 9일 : 밤 10시부터 4회 연속방송 (1회, 2회, 3회, 4회)
- 2017년 10월 10일 : 《2018 러시아 월드컵 평가전》 대한민국 VS 모로코 중계 방송으로 인한 결방
- 2017년 11월 27일 ~ 11월 28일 : 투깝스 첫 방송으로 인한 저녁 8시 50분으로 편성 변경 (29회, 30회, 31회, 32회)

## OST

### Part.1
| #            | 제목                  | 작사                    | 작곡         | 편곡         | 가수 | 재생 시간 |
| ------------ | --------------------- | ----------------------- | ------------ | ------------ | ---- | --------- |
| 1.           | 〈보통의 날〉         | Banana, 17Holic, 김현우 | 어깨깡패     | 스탠딩에그   | 3:43 |           |
| 2.           | 〈보통의 날〉 (Inst.) |                         | 어깨깡패     |              | 3:43 |           |
| 총 재생 시간 | 총 재생 시간          | 총 재생 시간            | 총 재생 시간 | 총 재생 시간 | 7:26 |           |

### Part.2
| #            | 제목                               | 작사         | 작곡               | 편곡         | 가수 | 재생 시간 |
| ------------ | ---------------------------------- | ------------ | ------------------ | ------------ | ---- | --------- |
| 1.           | 〈일기〉 (2001 Remix Ver.)         | 진리, 장준호 | 장준호, 진리, 밍키 | 구구단       | 3:37 |           |
| 2.           | 〈일기〉 (2001 Remix Ver.) (Inst.) |              | 장준호, 진리, 밍키 |              | 3:37 |           |
| 총 재생 시간 | 총 재생 시간                       | 총 재생 시간 | 총 재생 시간       | 총 재생 시간 | 7:14 |           |

### Part.3
| #  | 제목                    | 작사          | 작곡   | 편곡       | 가수 | 재생 시간 |
| -- | ----------------------- | ------------- | ------ | ---------- | ---- | --------- |
| 1. | 〈Love Letter〉         | March, Banana | 서공룡 | 골든차일드 |      |           |
| 2. | 〈Love Letter〉 (Inst.) |               | 서공룡 |            |      |           |

### Part.4
| #  | 제목               | 작사   | 작곡   | 편곡   | 가수 | 재생 시간 |
| -- | ------------------ | ------ | ------ | ------ | ---- | --------- |
| 1. | 〈그날들〉         | 김창기 | 김창기 | 전상근 |      |           |
| 2. | 〈그날들〉 (Inst.) |        | 김창기 |        |      |           |

### Part.5
| #  | 제목                   | 작사                    | 작곡   | 편곡   | 가수 | 재생 시간 |
| -- | ---------------------- | ----------------------- | ------ | ------ | ---- | --------- |
| 1. | 〈소년, 소녀〉         | 17Holic, 백융희, Banana | 서공룡 | 남태현 |      |           |
| 2. | 〈소년, 소녀〉 (Inst.) |                         | 서공룡 |        |      |           |

## 동시간대 드라마
KBS 월화 미니시리즈
- 《마녀의 법정》 : 2017년 10월 9일 ~ 2017년 11월 28일

SBS 월화 미니시리즈
- 《사랑의 온도》 : 2017년 9월 18일 ~ 2017년 11월 21일
- 《의문의 일승》 : 2017년 11월 27일 ~ 2018년 1월 30일

## 수상 경력
- 2017년 MBC 연기대상 월화극 남자 최우수 연기상 김지석